# Megaselia sacculata
Megaselia sacculata är en tvåvingeart som beskrevs av Borgmeier 1958. Megaselia sacculata ingår i släktet Megaselia och familjen puckelflugor. Inga underarter finns listade i Catalogue of Life.